# Persephonaster leptactis
Persephonaster leptactis is een kamster uit de familie Astropectinidae.
De wetenschappelijke naam van de soort werd in 1941 gepubliceerd door Hubert Lyman Clark.